# 포퓰레이션 제로
《포퓰레이션 제로》(Population Zero)는 미국에서 제작된 애덤 레빈스 감독의 2016년 범죄, 미스터리, 스릴러 영화이다. 줄리안 T. 핀더 등이 주연으로 출연하였다. 이 영화는 다큐멘터리 스타일로 촬영되었으며 2016년 4월 26일 뉴포트 비치 국제영화제에서 전 세계적으로 초연되었다.

## 출연

### 주연
- 줄리안 T. 핀더

## 같이 보기
- 포 더 피플